# Larrivière-Saint-Savin

Larrivière-Saint-Savin este o comună în departamentul Landes din sud-vestul Franței. În 2009 avea o populație de 593 de locuitori.

## Evoluția populației
| An        | 1975 | 1982 | 1990 | 1999 | 2006 | 2009 |
| --------- | ---- | ---- | ---- | ---- | ---- | ---- |
| Populație | 546  | 547  | 550  | 577  | 571  | 593  |